# کایالوبا
کایالوبا (به بلغاری: Kayaloba) یک منطقهٔ مسکونی در بلغارستان است که در شهرستان کیرکوفو واقع شده‌است.